# Gare de Low Moor
La gare de Low Moor est une gare ferroviaire du Royaume-Uni, située dans la banlieue de Bradford, Yorkshire de l'Ouest en Angleterre. Les services à partir de Low Moor sont opérés par Northern Rail.

## Situation ferroviaire
La gare est située sur la ligne ferroviaire de deux voies entre Bradford Interchange et Halifax dont elle est la seule station intermédiaire. Elle possède deux quais latéraux. Parce qu'il n'y a ni agent ferroviaire, ni aiguillages, la station devrait être seulement classée comme arrêt ou halte.

## Histoire
La gare est ouverte par la compagnie Lancashire and Yorkshire Railway le 18 juillet 1848 avec la ligne de Mirfield. La ligne de Halifax suit en 1850, et Low Moor deviendrait une gare de correspondance. La ligne de Mirfield est fermé aux voyageurs en 1962, et aux marchandises en 1981. La gare est fermée aux voyageurs le 14 juin 1965, et aux marchandises en 1967. Le site de l'ancienne gare était utilisé pour le musée de la transportation Transperience qui n'était qu'ouvert de 1995 jusqu'à 1997.
Il était prévu d'inaugurer une nouvelle gare en 2012, mais tout d'abord il fallait améliorer le raccordement de voie à Mill Hill (effectué en 2008/2009), et le développement est encore ralenti par la nécessité de construire des quais courbés et la découverte des mines abandonnées sous le site de la gare. La nouvelle station est finalement ouvert le 2 avril 2017.

## Service des voyageurs

### Accueil
La station ne possède pas un bâtiment voyageurs. Il y a un distributeur automatique de billets.

### Desserte
Durant la journée, il y a un train par heure vers Leeds et un train par heure vers Huddersfield. Les dimanches et jours fériés, un sur deux des derniers se termine à Halifax. En plus, il y a quatre trains à longue distance qui se terminent à Bradford Interchange, et trois (quatre pendant le week-end) vers London Kings Cross.

### Intermodalité
Les prochaines arrêts d'autobus se trouvent au nord et à l'est de la gare en Cleckheaton Road (services pour Huddersfield et Bradford). Il y a une aire de stationnement avec 128 places près de la station.